# Werner Abrolat
Werner Abrolat (* 15. August 1924 in Tilsit, Ostpreußen; † 24. August 1997 in München) war ein deutscher Schauspieler und Synchronsprecher.

## Leben
Werner Abrolat wurde am 15. August 1924 im ostpreußischen Tilsit, dem heutigen Sowetsk in der Oblast Kaliningrad, geboren. Seine Schauspielerkarriere begann nach dem Zweiten Weltkrieg und beschränkte sich zunächst auf das Wirken an verschiedenen Provinzbühnen. Im Jahr 1949 erhielt er sein erstes festes Engagement in Ingolstadt. Dann kamen Auftritte in Fernsehspielen und Synchronaufgaben dazu.
Als er 1965 in dem erfolgreichen Italo-Western Für ein paar Dollar mehr mitgewirkt hatte, kam er auch zu einer Anzahl von Filmeinsätzen. Seine Filmografie umfasst eine sehr große Bandbreite von Genres; so spielte er in Horrorfilmen wie Die Folterkammer des Dr. Fu Man Chu oder Der Hexentöter von Blackmoor, Krimis wie Um null Uhr schnappt die Falle zu, Tatort – Alles Palermo, Klamotten wie Otto ist auf Frauen scharf, Komödien wie Nach Fünf im Urwald, Fernsehserien wie Derrick, Ein Mann am Zug, Die schnelle Gerdi, oder sogar Soft-Pornos wie Josefine Mutzenbacher und schließlich in den meisten Helge-Schneider-Filmen. Darüber hinaus war Abrolat auch als Synchronsprecher sehr aktiv. So konnte man seine Stimme z. B. in der Muppet Show (als Gonzo) ebenso hören wie bei The Simpsons als Hausmeister Willie, Nachrichtensprecher Kent Brockman und Jasper Beardley oder als „Tjure“ in Wickie und die starken Männer.
Im August 1997 starb Werner Abrolat im Alter von 73 Jahren in München. Er ruht auf dem Waldfriedhof Solln (Nr. 28-3-158) in München.

## Filmografie (Auswahl)
- 1949: Liebe 47
- 1965: Die Liebesquelle
- 1965: Für ein paar Dollar mehr (Per qualche dollaro in più)
- 1966: Um null Uhr schnappt die Falle zu
- 1967: Das Kriminalmuseum – Die Briefmarke
- 1967: Liebesnächte in der Taiga
- 1968: Engelchen oder Die Jungfrau von Bamberg
- 1968: Otto ist auf Frauen scharf
- 1968: Rinaldo Rinaldini
- 1968: Detektiv Quarles (Fernsehserie)
- 1969: Engelchen macht weiter – hoppe, hoppe Reiter
- 1969: Die Folterkammer des Dr. Fu Man Chu
- 1969: Die Reise nach Tilsit
- 1969: Der Schelm von Istanbul (Fernsehfilm)
- 1969: Weh’ dem, der erbt
- 1970: Der Hexentöter von Blackmoor (El proceso de las brujas)
- 1970: Der Bettenstudent oder: Was mach’ ich mit den Mädchen?
- 1970: O Happy Day
- 1970: Wir hau’n die Pauker in die Pfanne
- 1970: 5 Freunde in der Tinte
- 1970: Josefine Mutzenbacher
- 1971: Hamburg Transit: Klaviere nach Casablanca
- 1971: Hurra, wir sind mal wieder Junggesellen!
- 1971: Erotik im Beruf – Was jeder Personalchef gern verschweigt
- 1971: Tante Trude aus Buxtehude
- 1971: Josefine Mutzenbacher II – Meine 365 Liebhaber
- 1971: Urlaubsreport – Worüber Reiseleiter nicht sprechen dürfen
- 1972: Schulmädchen-Report. 3. Teil: Was Eltern nicht mal ahnen
- 1972: Im Auftrag von Madame: Das Wunschattentat
- 1973: Was Schulmädchen verschweigen
- 1973: Okay S.I.R.: Hostessen mit kleinen Fehlern
- 1974: Der kleine Doktor: Der Rote
- 1975: Tatort: Die Abrechnung
- 1976: Rosemaries Tochter
- 1976: Ketten
- 1977: Tatort: Das Mädchen von gegenüber
- 1977: Die Vertreibung aus dem Paradies
- 1986: Väter und Söhne – Eine deutsche Tragödie
- 1989: Die schnelle Gerdi
- 1990: Herzlich willkommen
- 1991: Keep on Running
- 1993: Ein Mann am Zug
- 1993: Tatort: Alles Palermo
- 1993: Texas – Doc Snyder hält die Welt in Atem
- 1994: 00 Schneider – Jagd auf Nihil Baxter
- 1995: Nach Fünf im Urwald
- 1996: Praxis Dr. Hasenbein

## Synchronrollen (Auswahl)

### Filme
- 1944: Charles Arnt in Das siebte Kreuz als Binder
- 1977: Sydney Bromley in Abenteuer auf Schloß Candleshoe als Mr. Thresher
- 1979: Dave Goelz in Muppet Movie als Gonzo
- 1985: Bruce Campbell in Stryker’s War als Nachrichtensprecher
- 1988: Geoffrey Bayldon in Der 10. Mann als Elderly Clerk
- 1994: Monte Montague in Interview mit einem Vampir als Totengräber

### Serien
- 1974: Takashi Satomi in Wickie und die starken Männer als Tjure
- 1975–1976: Die Biene Maja als Schnipp, der Ohrwurm/Carlos
- 1991: Harry Shearer in Die Simpsons als Kent Brockman (1. Stimme)
- 1991–1997: Dan Castellaneta in Die Simpsons als Hausmeister Willy (2. Stimme)
- 1991–1999: Harry Shearer in Die Simpsons als Jasper Beardley (1. Stimme)
- 1992–1993: Professor Knödelmeyer in Sauerkraut
- 1996: Jim Cummings in Der unbesiegbare Iron Man als Century (1. Stimme)